# Muzaffarbek Turoboyev
Muzaffarbek Turoboyev (5 de abril de 2000) é um judoca uzbeque. Foi medalhista de bronze nos Jogos Olímpicos de Verão de 2024 em Paris.
Ele ganhou a medalha de ouro no Campeonato Mundial de Judô de 2022 e uma medalha de bronze no Campeonato Mundial de Judô de 2021.